# Championnat du Koweït de football 2008-2009
Navigation
Saison précédente Saison suivante
La saison 2008-2009 du Championnat du Koweït de football est la quarante-septième édition du championnat de première division au Koweït. La Premier League regroupe les huit meilleurs clubs du pays, regroupés au sein d'une poule unique où ils s'affrontent trois fois au cours de la saison, à domicile et à l'extérieur. À l'issue du championnat, le dernier du classement est relégué et remplacé par le meilleur club de First Division, la deuxième division koweïtienne.
C'est le Qadsia Sporting Club qui remporte le championnat après avoir terminé en tête du classement final, avec quatre points d'avance sur le Kazma Sporting Club et cinq sur le triple tenant du titre, Al Kuwait Kaifan. C'est le 12e titre de champion du Koweït de l'histoire du club.

## Clubs participants
- Al Arabi Koweït
- Al-Salmiya SC
- Kazma Sporting Club
- Al Tadamon Farwaniya
- Al Nasr Koweït
- Al Kuwait Kaifan
- Qadsia Sporting Club
- Al Shabab Koweït - Promu de First Division

## Compétition

### Classement
Le barème utilisé pour établir le classement est le suivant :
- Victoire : 3 points
- Match nul : 1 point
- Défaite : 0 point

| Rang | Équipe                  | Pts | J  | G  | N | P  | Bp | Bc | Diff |
| ---- | ----------------------- | --- | -- | -- | - | -- | -- | -- | ---- |
| 1    | Qadsia Sporting Club    | 40  | 21 | 12 | 4 | 5  | 31 | 23 | +8   |
| 2    | Kazma Sporting Club     | 36  | 21 | 11 | 3 | 7  | 23 | 22 | +1   |
| 3    | Al Kuwait Kaifan T C C3 | 35  | 21 | 10 | 5 | 6  | 34 | 23 | +11  |
| 4    | Al-Salmiya SC           | 31  | 21 | 8  | 7 | 6  | 25 | 25 | 0    |
| 5    | Al Arabi Koweït         | 30  | 21 | 8  | 6 | 7  | 24 | 18 | +6   |
| 6    | Al Nasr Koweït          | 26  | 21 | 7  | 5 | 9  | 24 | 28 | -4   |
| 7    | Al Tadamon Farwaniya    | 19  | 21 | 4  | 7 | 10 | 18 | 29 | -11  |
| 8    | Al Shabab Koweït P      | 13  | 21 | 2  | 7 | 12 | 21 | 34 | -13  |

|  | Qualification pour la Ligue des champions de l'AFC 2010                                                                      |
|  | Qualification pour la Coupe de l'AFC 2010                                                                                    |
|  | Qualification pour la Coupe des clubs champions du golfe Persique 2009-2010                                                  |
|  | Relégation directe en deuxième division                                                                                      |
|  | T : Tenant du titre C : Vainqueur de la Coupe du Koweït P : Promu de First Division C3 : Vainqueur de la Coupe de l'AFC 2009 |

## Bilan de la saison
| Championnat du Koweït de football 2008-2009           |                                  |
| Champion                                              | Qadsia Sporting Club (12e titre) |
| Coupes et trophées                                    |                                  |
| Vainqueur de la Coupe du Koweït 2008-2009             | Al Kuwait Kaifan                 |
| Qualifications continentales                          |                                  |
| Ligue des champions de l'AFC 2010                     | Al Kuwait Kaifan                 |
| Coupe de l'AFC 2010                                   | Qadsia Sporting Club             |
| Coupe de l'AFC 2010                                   | Kazma Sporting Club              |
| Coupe des clubs champions du golfe Persique 2009-2010 | Al Kuwait Kaifan                 |
| Coupe des clubs champions du golfe Persique 2009-2010 | Al Arabi Koweït                  |
| Promotions et relégations                             |                                  |
| Promus en Premier League                              | Solaybeekhat                     |
| Relégués en First Division                            | Al Shabab Koweït                 |